# Pyramida v Médúmu
Pyramida v Médúmu nebo také Médúmská pyramida a Falešná pyramida (arabsky Haram al-kaddáb) je pyramida, jejíž pozůstatky se nacházejí 100 kilometrů jižně od Káhiry v poušti u vesnice Médúm v Egyptě.
Stavebníkem této pyramidy byl faraon Snofru, zakladatel 4. dynastie a majitel dalších dvou pyramid, Lomené a Červené. Začala se stavět jako stupňovitá a po několika stavebních etapách byla nakonec dokončena jako pravá. Vnitřní struktura pyramidy je jednoduchá, vstupuje se do ní vchodem na severní straně a chodba ústí do královské komory s nepravou klenbou, která se nachází ve středu pyramidy na úrovni základny. Celkové uspořádání vnitřku je inovativní a vytvořil se jím nový typ, který se později dále rozvíjel. V jejím okolí se našla ruina kultovní pyramidy, nejlépe zachovaný zádušní chrám ze Staré říše, pozůstatky vzestupné cesty a pohřebiště, které patřilo pyramidě. I uspořádání pyramidového komplexu bylo novátorské a stalo se vzorem pro následující pyramidy. V současnosti má pyramida odhalené jádro a jsou vidět její tři skloněné kamenné vrstvy. Zvláštní tvar pyramidy v Médúmu zapříčinil pád její vnější části.